# Nacional II
Juan Anlló y Orío, dit Nacional II, né le 11 janvier 1898 à Alhama de Aragón (Espagne, province de Saragosse), mort à Soria (Espagne) le 4 octobre 1925 à la suite d’une agression par un spectateur dans les gradins des arènes de cette ville, est un matador espagnol.

## Présentation
Frère cadet de Ricardo Anlló y Orío ( Nacional), il avait deux autres frères qui ne laissèrent dans l’histoire de la tauromachie qu’une photo sur laquelle ils apparaissent tous les quatre dans les arènes de Bordeaux en 1922. Il fit son apprentissage dans les capeas de village (corridas amateurs). Son apogée se situe en 1922 où il se place en première file. On le retrouve cette année-là dans trois grandes arènes françaises. En 1924, une grave blessure reçue au Mexique le fait décliner.

## Style
Torero rude, ni classique, ni élégant, il suscite l’émotion par sa sincérité, pratiquant le toreo immobile, pieds joints. « C’est un belluaire qui manie l’épée avec adresse et efficacité, et il semble avoir adouci son style à la cape avec l’expérience. »
« Sa mort accidentelle intervient seulement quatre ans après son alternative. » À la suite d’une altercation lors d’une corrida où il assistait en spectateur à Soria, un spectateur qui l’insultait lui assène un coup de bouteille sur la tête. La blessure sera fatale. Il meurt quelques heures plus tard,.

## Carrière
Il devint novillero en 1918 après une campagne de capeas jalonnée de succès retentissants, et le 3 août 1919, il se présente à Madrid où il affronte des novillos de Trujillo. 
Pour son alternative à Oviedo, selon les historiens de la tauromachie, c’est Alcalareño qui lui a cédé le taureau « Pucherito » de Matias Sanchez, ou Algabeño (Juan Gaia Rodríguez). Pour la confirmation d’alternative, c’est Luis Freg qui lui cède le taureau « Coñejero » du même élevage.
Il connaît son apogée en 1922 : le 25 juin, il triomphe à Madrid en compagnie de Valencia II et de Celita face à des taureaux de l'élevage Antonio Perez de San Fernando.